# 奥田東
奥田 東（おくだ あずま、1905年（明治38年）8月19日 - 1999年（平成11年）4月28日）は日本の農学者。京都大学総長、日本WHO協会理事長、ユネスコ国内委員などを務めた。

## 生涯

### 生誕から結婚まで
1905年8月19日に奈良県畝傍で教師・奥田清の長男として生まれる。なお、戸籍は京都府熊野郡久美浜町（現：京丹後市）。父親の転勤に伴い広島県福山市に移り、福山南小学校に入学。その後さらに転勤のため京都市上京区の京極小学校に転校した。1918年に旧制京都府立京都第一中学校（現：洛北高校）に入学。同窓生には朝永振一郎、桑原武夫、湯川秀樹らがおり、全員が旧制高校と大学も一緒で、かつ後に京都大学の教授となっている。
1922年に旧制第三高等学校に入学。同校ではラグビー部に所属していた。また、同級生には大河内一男がいた。1925年に京都帝国大学農学部に入学し、1929年の卒業後は東京府北豊島郡滝野川町大字西ケ原（現：東京都北区西ケ原）の農林省農事試験場の技官となった。ここに在職中に妻のさとと結婚している。

### 京都大学時代
1940年に京都帝国大学農学部の肥料学の助教授に就任した。1947年に教授になり、1949年農学博士になった。「排水が稲作に及ぼす影響に関する研究」。1952年には日本土壌肥料学会会長に就任している。また、1962年には日本学術会議の会員になった。
なお、農学部では、
- 放射性同位体を利用した植物体内における栄養素の行動の観察
- 腐食酸、リン酸、ケイ酸の農産物増収への効果
- 藍藻、光合成細菌など窒素固定微生物の水田における役割

などの研究を行っている。
1961年に農学部長、1963年には京都大学総長となり2期6年を務めた。当時は学園紛争の時期に当たり、国立大学協会会長として各地の紛争解決にも尽力した。
1966年には建国記念日審議会に全回出席し、「人間社会でなく国土に重きをおくべき」との理由により、委員の中で唯一立春を個別意見とした。

### 国際交流など
奥田は多くの国際的な委員会などに参加し、1967年に日米科学協力事業委員会委員、1972年にユネスコ国内委員、1975年にアジア研究協会理事長などに就いている。さらに1976年には日本WHO協会理事長、1977年からは日中科学技術交流協会常任理事となり、これらの功績から1975年に勲一等瑞宝章が贈られた。
文化功労者となった後、1999年4月28日に93歳で亡くなった。